# Незаконне житлове будівництво в Індії

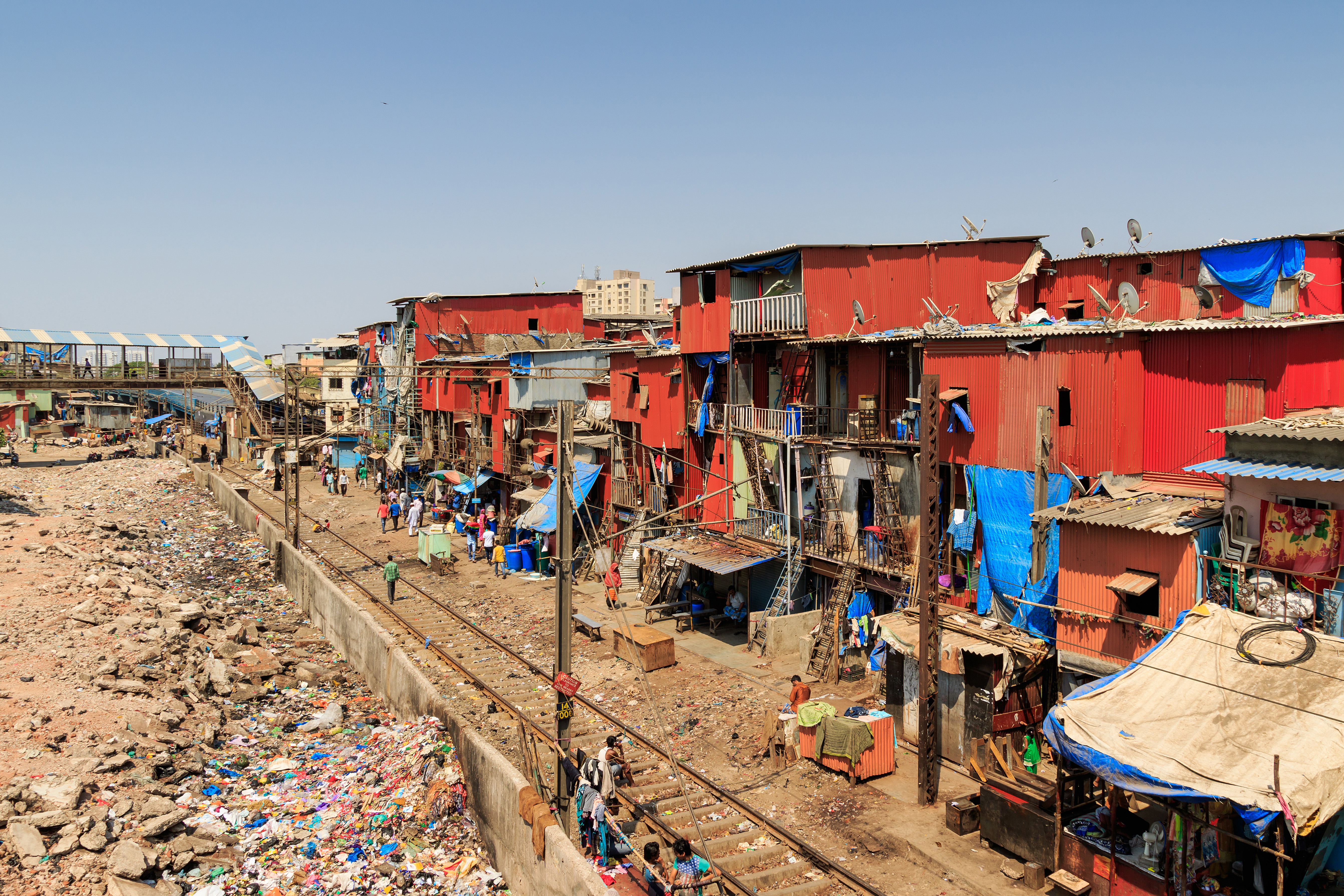

Незаконне житлове будівництво в Індії — будівництво хатин або багатоповерхових житлових будівель на землі, що не належить жителям, будівельним компаніям або замовникам будівництва. В більшості випадків, для мешканців незаконних споруд недоступні такі основні послуги, як електрика та водопостачання.
Незаконне житлове будівництво часто призводить до руйнування незаконних споруд через недостатню якість будівельних матеріалів та відсутність проектної документації і спричиняє загибель будівельників або мешканців таких будівель. Одними з останніх прикладів є руйнування 4 квітня 2013 року частково заселеної будівлі багатоповерхового будинку в Тхане, що спричинило загибель 72 людей.
Причиною незаконного будівництва є низький рівень доходів, відносно висока вартість землі та корупція. 
Стратегія боротьби з практикою незаконного будівництва включає створення більш доступного житла, інженерному переобладнанні незаконних споруд тощо.